# Alcis korearmia
Alcis korearmia là một loài bướm đêm trong họ Geometridae.